# Abdi Isak
Abdi Isak (ur. 1 stycznia 1966) – somalijski lekkoatleta, długodystansowiec (maratończyk).
Podczas igrzysk olimpijskich w Atlancie (1996) zajął 110. miejsce w maratonie z czasem 2:59:55.